# Тельжанский сельский округ
Тельжанский сельский округ (каз. Телжан ауылдық округі) — административная единица в составе Уалихановского района Северо-Казахстанской области Казахстана. Административный центр — аул Тельжан.
Население — 1093 человека (2009, 1559 в 1999, 2564 в 1989).

## История
Толбухинский сельский совет образован Указом Президиума Верховного Совета Казахской ССР от 31 июля 1956 года. 5 февраля 1996 года распоряжением акима Кзылтуского района образован Толбухинский сельский округ. Распоряжением акима области от 1 марта 2003 года переименован в Тельжанский сельский округ.
В состав сельского округа была включена территория ликвидированного Степного сельского совета (село Кобенсай).

## Состав
В состав округа входят такие населенные пункты:
| Населенный пункт | Население, человек (1989) | Население, человек (1999) | Население, человек (2009) |
| ---------------- | ------------------------- | ------------------------- | ------------------------- |
| Кобенсай, село   | 1339                      | 343                       | 287                       |
| Тельжан, аул     | 1225                      | 790                       | 521                       |